# Cruzy-le-Châtel
Cruzy-le-Châtel är en kommun i departementet Yonne i regionen Bourgogne-Franche-Comté i norra Frankrike. Kommunen ligger i kantonen Cruzy-le-Châtel som tillhör arrondissementet Avallon. År 2022 hade Cruzy-le-Châtel 224 invånare.

## Befolkningsutveckling
Antalet invånare i kommunen Cruzy-le-Châtel
| Referens: INSEE |